# 미도
아메드 호삼 후세인 압델하미드(아랍어: احمد حسام حسين عبد الحميد, 1983년 2월 23일 ~ )는 미도(Mido)로 잘 알려진 이집트의 전 축구 선수이자 현 축구 감독이다. 현역 시절 포지션은 스트라이커였다.

## 클럽 경력

### 자말렉 SC & KAA 헨트
미도는 자말렉 SC 유스팀 출신으로, 1999년 성인팀 데뷔를 가졌다. 2000년 벨기에 주필러 리그의 KAA 헨트로 이적했고, 1시즌을 뛰며 아프리카계 선수중 최고의 선수에게 주는 에보니슈를 수상하였다.

### AFC 아약스
미도는 2001년 네덜란드 에레디비시의 AFC 아약스로 이적했으나 UEFA컵 경기에서 뇌진탕 부상을 입어 한달간 경기에 나오지 못했다. FC 트벤터와의 경기에서는 강한 태클때문에 퇴장당해 3경기동안 출전하지 못했고, 2002년 3월 로날트 쿠만과 작은 의견 충돌을 빚어 카이로로 짧은 휴가를 떠나기도 했다. 2002년 9월 1일 FC 흐로닝언과의 경기에서 그는 창조성이 부족하다는 이유로 32분만 뛴 후 교체됐고, 그는 지쳤었고 작은 부상을 입어서 그랬다고 했으나 쿠만은 그를 비난했다. 그는 후에 12월에 이적시장이 열리면 아약스를 떠나고 싶었다고 밝혔으나, 곧 쿠만과 기술 감독 레오 베인하커르에게 이적건에 대해 사과했다. 그해 12월에 그는 아약스에 남고 싶다고 말했고 2003년 2월 빌럼 II 틸뷔르흐과의 경기에서 득점을 올리기도 했으나, 쿠만은 로다 JC와의 KNVB컵 경기에서 그의 활약에 대해 부정적으로 평가했고, 다음 경기인 페예노르트 전에서 결장했다. 그는 국가대표 친선경기에서 상대퇴부에 부상을 입었고, 훈련중 태만을 이유로 징계를 받고 주전자리에서 이탈됐다. 동료 즐라탄 이브라히모비치에게 가위를 던져 문제를 일으켰고, 2003년 3월 셀타 비고가 임대를 제안하자 그달 18일에 임대건이 승인되었다.

### 셀타 비고
그는 아틀레틱 빌바오와의 경기에서 데뷔전을 가졌고, 득점을 기록해 2-1승리에 기여했다. 아약스가 그를 클럽으로 복귀시키려고 했으나 미도가 셀타에 남기를 원했다. 5월에 AS 로마 구단주 프랑코 센시가 "나는 미도를 원한다"라고 말해 루머가 돌았지만 아약스가 이적료로 1,500만 유로(한화 약 240억원)를 원해 포기하게 되었다. 올랭피크 드 마르세유가 그를 위해 1,200만 유로를 준비했고, 2003년 7월 12일에 5년 계약을 확정지었다.

### 올랭피크 드 마르세유
그는 프리시즌 경기인 FC 디나모 부쿠레슈티전에서 데뷔전을 가졌다. 다른 프리시즌 경기인 PAOK FC전에서 2골과 2개의 도움을 기록했고, 2003년 8월 1일 EA 갱강 전에서 공식 데뷔를 가졌고, 11월에 레알 마드리드 CF와의 UEFA 챔피언스리그전에서 골을 넣었다.
2004년 3월에 그가 2003-04시즌의 후반에 팀을 떠날 수도 있다고 했다. 몇몇 잉글랜드 클럽과 스페인 클럽이 그에게 관심을 가졌고, 로마가 900만 유로를 준비했다는 기사가 나오며 영입경쟁에 뛰어들었으며, 베식타시 JK, 뉴캐슬 유나이티드 FC가 경쟁에 들어갔다. 결국 미도 영입에 성공한건 로마였다.

### AS 로마
그는 2004년 여름 이적시장의 마지막 달에 600만 유로의 이적료로 로마에 입단했다. 2004년 9월 FC 메시나전에서 데뷔전을 가졌다. 그는 출전 기회를 별로 잡지 못하자 발렌시아 CF의 베르나르도 코라디와 맞바뀔 수 있다는 기사가 나돌았으며, 맨체스터 시티 FC와 엮이기도 했으나 그의 에이전트는 로마가 그를 팔지 않을것이라 했다. 그는 토트넘 홋스퍼 FC와 다시 엮이게 되었고, 그의 에이전트 또한 그가 로마를 떠나길 원한다고 밝혔다. 결국 2005년 1월에 18개월의 임대가 이루어졌다.

### 토트넘 홋스퍼
그는 2005년 2월 포츠머스 FC전에서 데뷔전을 가졌는데, 2골을 넣었다. 그는 로마로 다시 돌아가기 싫다고 피력했고, 감독 마르턴 욜이 그가 좋은 활약을 보여주기에 그를 영입할 수 있다고 말했다. 그러나 많은 팀이 그와 계약을 원한다면서, 후에 토트넘이 그를 붙잡아 둘 수 없을 수도 있다고 했다. 2005년 웨스트 햄 유나이티드 FC전에서 팬들이 그에게 인종 차별적인 욕설을 했고, 감독 앨런 패듀가 직접 사과하기도 했다. 토트넘은 2006년 5월 미도를 로마로 복귀시키기로 결정했다. 그는 8월 29일 675만 유로의 이적료로 토트넘으로 이적했으나, 미도는 곧 무책임하고 무례하다는 이유로 감독 욜로부터 징계를 받았다. 첫 다섯 경기에서 그는 득점에 실패하였으나 웨스트 햄전에서 득점을 올렸고, 밀턴케인스 던스 FC와의 풋볼 리그 컵에서 2골을 넣었다. 그는 맨체스터 시티 FC와의 이적이 거의 확실해졌고, 2007년 1월 31일 아스널 FC전에서 팀에서의 마지막 골을 넣어 떠나는 듯했으나 이적시장이 끝나기 30분 전에 맨체스터 시티가 계약을 성사시키지 않았다. 2007년 7월 20일 버밍엄 시티 FC가 그에게 600만 파운드(약 115억원) 제의를 걸었고, 8월에는 선덜랜드 AFC가 그에게 600만 파운드 제의를 했다. 미들즈브러 FC가 관심을 보이기 시작했고, 600만 파운드를 제시해 그에게 제의할 수 있는 기회를 얻었다. 결국 2007년 8월 미도는 미들즈브러와 4년 계약을 맺었다.

### 미들즈브러 FC
미도는 풀럼 FC와의 데뷔 경기에서 득점을 올렸고, 뉴캐슬 유나이티드 FC와의 홈 데뷔전에서 골을 넣었다. 뉴캐슬과의 경기에서 그는 뉴캐슬 팬들에게 이슬람 혐오적인(Islamophobic) 욕설을 들었고, 축구 협회가 조사에 나서기에 이르렀다.
2007년 11월 그는 피로 골절로 당분간 결장했고, 2008년 1월 26일 맨스필드 타운 FC와의 FA컵 경기에서 복귀했다. 2008년 3월 15일에는 가엘 클리시의 얼굴을 신발로 가격해 3경기 출장 정지를 당했다. 그는 2007-08시즌의 대부분을 골반 탈장으로 쉬게 되었고, 다음 시즌 개막전인 토트넘과의 경기에서 82분에 교체 출전하여 득점을 올렸다. 미도는 다시 뉴캐슬전에서 인종 차별적인 욕설을 들었고, 그는 축구 협회의 조사에 강한 불만을 드러냈다. 결국 두 명의 남자가 체포되어 법정에 서게 되었다.

### 위건 애슬레틱 FC
미도는 2009년 1월 23일 위건 애슬레틱 FC와의 6개월 임대 계약을 체결했다. 그는 1월 28일 열린 리버풀 FC와의 데뷔 경기에서 페널티킥 데뷔골을 넣어 1-1 무승부를 만들었고, 4-1로 진 아스널과의 경기에서 한 골을 넣었다. 그는 12경기에 출전해 2골을 넣은 채 임대생활을 끝냈다. 그의 소속팀이 프리미어리그에서 강등됐고 그는 프리시즌 훈련에 불참해 벌금을 물어야만 했다. 그는 벌금을 낸 후 훈련에 참가했다.

### 자말렉 SC으로의 임대
미들즈브러는 7월 26일 비밀리에 미도에 대한 제의를 수락했고, 8월 3일 전 소속팀 자말렉 SC로 임대를 확정지었다. 8월 20일 데뷔전을 가졌으나 페널티킥을 실축해 팀이 1-2로 지는 것을 막지 못했다.

### AFC 아약스으로의 복귀
미들즈브러 FC와의 계약이 끝난 후, 그는 다시 네덜란드로 돌아와 AFC 아약스와 1시즌 임대 계약을 맺었다.

### 자말렉 SC로의 복귀
AFC 아약스와 임대 계약이 끝난 뒤, 그는 다시 자말렉 SC로 복귀했다. 그리고 한 시즌간 활약 후 반즐리 FC로 이적했다.

### 반즐리 FC
반즐리로 이적하여 2012년 11월 10일 교체 선수로 데뷔하였으나, 2013년 1월 31일 상호 계약 해지하였다. 그리고 같은 해 6월 현역에서 은퇴한다고 밝혔다.

### 은퇴 이후
2014년 자말렉 SC의 감독을 맡았으며, 2015년부터 이스마일리 SC의 지휘봉을 잡았다.

## 국가대표 경력
미도는 이집트 축구 국가대표팀의 일원으로서 활약했는데, 51경기에 나와 20골을 넣었다. 2006년 아프리카 네이션스컵에 출전해 이집트의 승리를 도왔으나, 감독과의 불화와 나쁜 행동으로 인해 두 번이나 국가대표 출장 정지를 당하기도 했다.